# Hattorianthus erimonus
Hattorianthus erimonus là một loài rêu trong họ Pallaviciniaceae. Loài này được (Stephani) R.M. Schust. & Inoue mô tả khoa học đầu tiên năm 1975.